# Douz
Douz[a] (em árabe: دوز) é uma cidade e um oásis do deserto do Saara, situado no sul da Tunísia. É a capital das delegações (espécie de distrito ou grande município) de Douz Norte e Douz Sul, mabas parte da província (gouvernorat) de Kebili. Em 2004 o conjunto das duas delegações tinha 27 060 habitantes.
Conhecida como Porta do Saara, na Antiguidade foi o oásis mais importante da região e um ponto de passagem importante das caravanas transaarianas. A maior parte dos seus habitantes pertencem à tribo dos Mrazig, que segundo a tradição são descendentes dos solaimitas, uma tribo árabe que imigrou para a Tunísia no século XIII. Situa-se cerca de 30 km do limite sudeste do Chott el Jerid e a norte do Parque Nacional de Jebil, 30 km a sul de Kebili, 125 km a sudeste de Tozeur, 165 km a oeste de Medenine, e 145 km a oeste de Gabès. É um destino turístico popular, principalmente para as excursões de agência que trazem os turistas a ver as dunas do Grande Erg Oriental.
A economia local vive sobretudo da agricultura, que explora a grande fertilidade do oásis, destacando-se a produção de tâmaras como principal fonte de rendimento de muitas famílias. O papel do comércio tradicional de longo curso, outrora de grande importância, foi em grande parte substituído pelo turismo. A cidade acolhe um dos mercados mais interessantes da Tunísia, onde ainda se vendem, uma vez por semana, burros e camelos, além dos produtos artesanais e comuns, ovelhas e cabras. Na cidade há um museu etnográfico que mostra a vida tradicional dos povos do deserto.
O período de maior animação da cidade é o do Festival internacional du Saaara, que desde 1970, usualmente em novembro ou dezembro, reúne tribos nómadas de todo o Norte de África e de alguns países do Médio Oriente. O evento folclórico desenrola-se como se fosse uma espécie de Jogos Olímpicos do deserto, com várias provas equestres e com camelos (corridas, combates, fantasias', etc.). Uma das provas é uma maratona internacional de dromedários com 42 km de extensão. Inclui também espetáculos de música e dança tradicionais, leitura de poesia e corridas de cães de raça saluki, alegadamente nativo do Norte de África.